# (527604) 2007 VL305
2007 VL305 es un cuerpo menor que forma parte de los centauros, descubierto el 4 de noviembre de 2007 por el equipo del Sloan Digital Sky Survey desde el Observatorio de Apache Point, Sunspot (Nuevo México), Estados Unidos.[cita requerida]

## Designación y nombre
Designado provisionalmente como 2007 VL305.

## Características orbitales
2007 VL305 está situado a una distancia media del Sol de 29,94 ua, pudiendo alejarse hasta 31,76 ua y acercarse hasta 28,12 ua. Su excentricidad es 0,060 y la inclinación orbital 28,15 grados. Emplea 59854,9 días en completar una órbita alrededor del Sol.

## Características físicas
La magnitud absoluta de 2007 VL305 es 7,9.